# Asienmeisterschaften im Boxen 2017
Die 29. AIBA Box-Asienmeisterschaften der Elite 2017 fanden vom 30. April bis zum 7. Mai statt und wurden im Uzbekistan Sport Complex der usbekischen Hauptstadt Taschkent ausgetragen. Die Stadt war damit nach 1995 und 1999, zum bereits dritten Mal Austragungsort von Asienmeisterschaften im Boxen. Gemeldet waren 179 Kämpfer aus 28 Nationen. Insgesamt wurden 60 Plätze zur Teilnahme an den Weltmeisterschaften 2017 vergeben.
Erfolgreichste Nation wurde Gastgeber Usbekistan, deren Boxer neun von zehn Goldmedaillen gewannen.

## Ergebnisse
| KLASSE                          | GOLD                             | SILBER                              | BRONZE                                                     |
| ------------------------------- | -------------------------------- | ----------------------------------- | ---------------------------------------------------------- |
| Halbfliegengewicht (bis 49 kg)  | Hasanboy Doʻsmatov Usbekistan    | Gankhuyag Gan-Erdene Mongolei       | Amit Panghal Indien Rogen Ladon Philippinen                |
| Fliegengewicht (bis 52 kg)      | Jasurbek Latipov Usbekistan      | Kim In-kyu Südkorea                 | Azamat Isakulov Kasachstan Dannel Maamo Philippinen        |
| Bantamgewicht (bis 56 kg)       | Murodjon Ahmadaliyev Usbekistan  | Zhang Jiawei China                  | Han Young-Hun Südkorea Qairat Jeralijew Kasachstan         |
| Leichtgewicht (bis 60 kg)       | Elnur Abduraimov Usbekistan      | Shiva Thapa Indien                  | Dordschnjambuugiin Otgondalai Mongolei Shan Jun China      |
| Halbweltergewicht (bis 64 kg)   | Iqboljon Xoldorov Usbekistan     | Baatarsüchiin Tschindsorig Mongolei | Nurlan Kobashev Kirgisistan Begdaulet Ibragimov Kasachstan |
| Weltergewicht (bis 69 kg)       | Shaxram Gʻiyosov Usbekistan      | Abylaichan Schüssipow Kasachstan    | Sajad Ghazim-Zadeh Iran Bjambyn Tüwschinbat Mongolei       |
| Mittelgewicht (bis 75 kg)       | Isroil Madrimov Usbekistan       | Lee Dong-Jin Südkorea               | Vikas Krishan Yadav Indien Äbilchan Amanqul Kasachstan     |
| Halbschwergewicht (bis 81 kg)   | Bektemir Meliqoʻziyev Usbekistan | Erik Alzhanov Kasachstan            | Huang Jiabin China Nurýagdy Nurýagdyýew Turkmenistan       |
| Schwergewicht (bis 91 kg)       | Wassili Lewit Kasachstan         | Sumit Sangwan Indien                | Ala Aldih Ghossoun Syrien Dschahon Qurbonow Tadschikistan  |
| Superschwergewicht (über 91 kg) | Bahodir Jalolov Usbekistan       | Qamschybek Qongqabajew Kasachstan   | Mohamed Moulies Syrien Hussein Iashaish Jordanien          |

## Medaillenspiegel
| Rang | Land                | Gold | Silber | Bronze | Gesamt |
| ---- | ------------------- | ---- | ------ | ------ | ------ |
| 1    | Usbekistan          | 9    | 0      | 0      | 9      |
| 2    | Kasachstan          | 1    | 3      | 4      | 8      |
| 3    | Indien              | 0    | 2      | 2      | 4      |
| 3    | Mongolei            | 0    | 2      | 2      | 4      |
| 5    | Südkorea            | 0    | 2      | 1      | 3      |
| 6    | Volksrepublik China | 0    | 1      | 2      | 3      |
| 7    | Philippinen         | 0    | 0      | 2      | 2      |
| 7    | Syrien              | 0    | 0      | 2      | 2      |
| 9    | Iran                | 0    | 0      | 1      | 1      |
| 9    | Jordanien           | 0    | 0      | 1      | 1      |
| 9    | Kirgisistan         | 0    | 0      | 1      | 1      |
| 9    | Tadschikistan       | 0    | 0      | 1      | 1      |
| 9    | Turkmenistan        | 0    | 0      | 1      | 1      |

## Box-Offs
Neben den 40 Medaillengewinnern des Finales und Halbfinales erhielten jeweils zwei weitere Boxer jeder Gewichtsklasse die Möglichkeit, sich für die Weltmeisterschaften 2017 in Hamburg zu qualifizieren. Dazu traten jeweils zwei im Viertelfinale ausgeschiedene Boxer gegeneinander an.
| KLASSE                          | Gewinner                                                    |
| ------------------------------- | ----------------------------------------------------------- |
| Halbfliegengewicht (bis 49 kg)  | Kornelis Wangu Indonesien Hussein Al-Masri Syrien           |
| Fliegengewicht (bis 52 kg)      | Kavinder Singh Indien Ryusei Baba Japan                     |
| Bantamgewicht (bis 56 kg)       | Simon Makarawe Indonesien Ryōmei Tanaka Japan               |
| Leichtgewicht (bis 60 kg)       | Adilet Kurmetov Kasachstan Arashi Morisaka Japan            |
| Halbweltergewicht (bis 64 kg)   | Wang Gang China Dinindu Saparamadu Sri Lanka                |
| Weltergewicht (bis 69 kg)       | Ahmad Ghosoun Syrien Manoj Kumar Indien                     |
| Mittelgewicht (bis 75 kg)       | Azizbek Achilov Turkmenistan Eumir Marcial Philippinen      |
| Halbschwergewicht (bis 81 kg)   | Shabbos Negmatulloyev Tadschikistan Awais Ali Khan Pakistan |
| Schwergewicht (bis 91 kg)       | Sanjar Tursunov Usbekistan Yu Fengkai China                 |
| Superschwergewicht (über 91 kg) | Kim Do-Hyeon Südkorea Satish Kumar Indien                   |